# Coupe d'Allemagne de patinage artistique 2000
Navigation
Édition précédente Édition suivante
La Coupe d'Allemagne était une compétition internationale de patinage artistique qui se déroulait en Allemagne au cours de l'automne, entre 1986 et 2004. Elle accueillait des patineurs amateurs de niveau senior dans quatre catégories: simple messieurs, simple dames, couple artistique et danse sur glace. En 2000, son nom officiel était Sparkassen Cup on Ice (Coupe sur glace des caisses d'épargne, en français).
La quatorzième Coupe d'Allemagne est organisée du 9 au 12 novembre 2000 à Gelsenkirchen. Elle est la troisième compétition du Grand Prix ISU senior de la saison 2000/2001.

## Résultats

### Messieurs
| Rang    | Nom               | Pays        | Points | Prog. court | Prog. libre |
| ------- | ----------------- | ----------- | ------ | ----------- | ----------- |
| 1       | Evgeni Plushenko  | Russie      | 1.5    | 1           | 1           |
| 2       | Timothy Goebel    | États-Unis  | 3.0    | 2           | 2           |
| 3       | Li Chengjiang     | Chine       | 4.5    | 3           | 3           |
| 4       | Aleksandr Abt     | Russie      | 6.0    | 4           | 4           |
| 5       | Ivan Dinev        | Bulgarie    | 8.0    | 6           | 5           |
| 6       | Emanuel Sandhu    | Canada      | 8.5    | 5           | 6           |
| 7       | Roman Skorniakov  | Ouzbékistan | 10.5   | 7           | 7           |
| 8       | Yosuke Takeuchi   | Japon       | 12.5   | 9           | 8           |
| 9       | Stanick Jeannette | France      | 13.0   | 8           | 9           |
| 10      | André Kaden       | Allemagne   | 15.0   | 10          | 10          |
| 11      | Silvio Smalun     | Allemagne   | 16.5   | 11          | 11          |
| Forfait | Stefan Lindemann  | Allemagne   |        |             |             |

### Dames
| Rang    | Nom                      | Pays        | Points | Prog. court | Prog. libre |
| ------- | ------------------------ | ----------- | ------ | ----------- | ----------- |
| 1       | Maria Butyrskaya         | Russie      | 1.5    | 1           | 1           |
| 2       | Sarah Hughes             | États-Unis  | 3.0    | 2           | 2           |
| 3       | Tatiana Malinina         | Ouzbékistan | 5.5    | 5           | 3           |
| 4       | Elena Liashenko          | Ukraine     | 7.0    | 6           | 4           |
| 5       | Sasha Cohen              | États-Unis  | 7.0    | 4           | 5           |
| 6       | Vanessa Gusmeroli        | France      | 8.5    | 3           | 7           |
| 7       | Sabina Wojtala           | Pologne     | 10.5   | 9           | 6           |
| 8       | Caroline Gülke           | Allemagne   | 11.5   | 7           | 8           |
| 9       | Yuka Kanazawa            | Japon       | 13.0   | 8           | 9           |
| 10      | Nadine Gosselin          | Canada      | 15.0   | 10          | 10          |
| Abandon | Stephanie von der Thüsen | Allemagne   |        | 11          |             |

### Couples
| Rang | Nom                                     | Pays       | Points | Prog. court | Prog. libre |
| ---- | --------------------------------------- | ---------- | ------ | ----------- | ----------- |
| 1    | Sarah Abitbol / Stéphane Bernadis       | France     | 1.5    | 1           | 1           |
| 2    | Maria Petrova / Aleksey Tikhonov        | Russie     | 3.0    | 2           | 2           |
| 3    | Tatiana Totmianina / Maksim Marinin     | Russie     | 4.5    | 3           | 3           |
| 4    | Kristy Sargeant / Kris Wirtz            | Canada     | 6.0    | 4           | 4           |
| 5    | Aljona Savchenko / Stanislav Morozov    | Ukraine    | 7.5    | 5           | 5           |
| 6    | Valérie Marcoux / Bruno Marcotte        | Canada     | 9.0    | 6           | 6           |
| 7    | Danielle Hartsell / Steve Hartsell      | États-Unis | 10.5   | 7           | 7           |
| 8    | Viktoria Shliakhova / Grigori Petrovski | Russie     | 12.0   | 8           | 8           |
| 9    | Oľga Beständigová / Jozef Beständig     | Slovaquie  | 13.5   | 9           | 9           |

### Danse sur glace
| Rang | Nom                                     | Pays      | Points | Danse imposée | Danse originale | Danse libre |
| ---- | --------------------------------------- | --------- | ------ | ------------- | --------------- | ----------- |
| 1    | Barbara Fusar-Poli / Maurizio Margaglio | Italie    | 2.0    | 1             | 1               | 1           |
| 2    | Margarita Drobiazko / Povilas Vanagas   | Lituanie  | 4.0    | 2             | 2               | 2           |
| 3    | Shae-Lynn Bourne / Victor Kraatz        | Canada    | 6.6    | 3             | 4               | 3           |
| 4    | Kati Winkler / René Lohse               | Allemagne | 7.4    | 4             | 3               | 4           |
| 5    | Isabelle Delobel / Olivier Schoenfelder | France    | 11.2   | 5             | 7               | 5           |
| 6    | Natalia Romaniuta / Daniil Barantsev    | Russie    | 11.4   | 6             | 5               | 6           |
| 7    | Magali Sauri / Michail Stifunin         | France    | 13.8   | 8             | 6               | 7           |
| 8    | Eliane Hugentobler / Daniel Hugentobler | Suisse    | 15.6   | 7             | 8               | 8           |
| 9    | Agata Błażowska / Marcin Kozubek        | Pologne   | 18.4   | 10            | 9               | 9           |
| 10   | Gloria Agogliati / Luciano Milo         | Italie    | 19.6   | 9             | 10              | 10          |
| 11   | Nozomi Watanabe / Akiyuki Kido          | Japon     | 23.0   | 12            | 12              | 11          |
| 12   | Stephanie Rauer / Thomas Rauer          | Allemagne | 23.0   | 11            | 11              | 12          |

## Sources
- (en) Résultats de la Sparkassen Cup on Ice 2000 sur le site de l'International Skating Union
- (en) Résultats de la Sparkassen Cup on Ice 2000
- Patinage Magazine N°75 (Décembre 2000-Janvier 2001)